# 温诗铸
温诗铸（1932年11月2日—2023年11月3日），中国大陸机械学专家。

## 生平
1932年生于江西丰城。1955年毕业于清华大学机械制造系。清华大学精密仪器与机械学系教授。1999年当选为中国科学院院士。